# Никольский, Игорь Владимирович
И́горь Влади́мирович Нико́льский (15 (28) марта 1907, Калуга, Калужская губерния, Российская империя — 7 октября 1986, Москва, Московская область, СССР) — российский и советский учёный в области экономической географии, доктор географических наук (1960), профессор (1961).

## Биография
В 1931 году в первом выпуске кафедры экономической географии окончил географическое отделение физико-математического факультета МГУ, где остался после этого преподавать.
1934 году защищает кандидатскую диссертацию на тему «Тип экономической карты области или автономной республики Союза на примере Башкирии», а в 1960 году защищает диссертацию на соискание учёной степени доктора географических наук на тему «География транспорта СССР. Учебное пособие».

## Научная деятельность
В 1930—1960 годах организовывал и лично участвовал в полевых экспедиционных исследованиях. Разрабатывал теории и методологии экономической географии (в том числе географии транспорта, географии торговли), социально-экономической картографии. Создал первый в СССР курс и учебник по географии транспорта СССР (1960).
Умер в 1986 году. Похоронен на Донском кладбище.

## Избранные работы[2]
- «Развитие и размещение промышленности и транспорта СССР в семилетке» (соавт., 1960),
- «Восточная Сибирь. Якутия» (1962),
- «Казахская ССР» (1968),
- «Западная Сибирь» (1968),
- «Новые промышленные комплексы СССР» (1973),
- «Теоретические основы региональной экономической географии» (1976),
- Учебник «География водного транспорта СССР» (1975),
- Учебник «География транспорта СССР» (1978),
- Учебное пособие «География транспорта СССР» (1960),
- Учебное пособие «Экономические районы Дальнего Востока. Конспект лекций» (1964),
- Учебное пособие «Красноярский экономический район. Средняя Сибирь. Конспект лекций» (1965),
- Учебное пособие «География внутренней торговли СССР» (1986).